# 夏唄
「夏唄」（なつうた）は、2004年8月25日に発売された、Something ELseの6枚目のオリジナル・アルバム。

## 概要
1年3か月ぶりのアルバム。全10曲中、カバーが8曲、オリジナルが2曲収録されている。実質、カバー・アルバムと言える内容であるが、公式では6thアルバムとなっている。
彼らの作品としては東芝EMIから発表された最後のアルバム。
CD EXTRA仕様。

## 収録曲
1. 夏色のおもいで
  - 作詞・作曲：財津和夫／編曲：土方隆行
  - チューリップのカバー。
2. あの頃のまま
  - 作詞・作曲：呉田軽穂／編曲：笹路正徳
  - ブレッド&バターのカバー。先行シングル楽曲。
3. 夏唄
  - 作詞・作曲：今井千尋／編曲：土方隆行
  - オリジナル。シングル・ヴァージョンと異なり、オープニングに土屋玲子による二胡の演奏をフィーチャー。「あの頃のまま」のカップリング曲。
4. 夏の終り
  - 作詞・作曲：小田和正／編曲：松尾一彦
  - オフコースのカバー。元メンバーの松尾一彦が編曲。
5. 二人の夏
  - 作詞・作曲：浜田省吾／編曲：鈴木惣一朗
  - 浜田省吾が在籍したバンド「愛奴」のカバー。浜田はソロでも歌唱。
6. FINE LINE
  - 作詞：岩沢二弓・山川啓介／作曲：岩沢二弓／編曲：鈴木惣一朗
  - ブレッド&バターのカバー。
7. 夏華
  - 作詞・作曲：今井千尋／編曲：松尾一彦
  - オリジナル。
8. 夏の日
  - 作詞：森高千里／作曲：斉藤英夫／編曲：藤田千章
  - 森高千里のカバー。
  - ボーカルは各メロディごとにメンバーそれぞれが歌唱。
9. 恋しくて
  - 作詞・作曲：BEGIN／編曲：白井良明
  - BEGINのカバー。
10. 星に願いを 〜When You Wish Upon A Star 〜
  - 作詞：Ned Washington／作曲：Leigh Harline／編曲：Something ELse
  - ディズニー映画「ピノキオ」の主題歌のカバー。
  - 原曲通りの英語詞でメンバーによるア・カペラで収録されている。

| 前作 風見鶏 | Something ELseのアルバム | 次作 COLOR |